# Alex Mihai Stoenescu
Alex Mihai Stoenescu (n. 2 octombrie 1953, București) este un absolvent român al Facultății de Utilaj Tehnologic care a preferat să activeze ca politician, scriitor și istoric.

## Date biografice
Alex Mihai Stoenescu, fiul lui Ioan și Susula Catina, s-a născut la data de 2 octombrie 1953, la București într-o familie de intelectuali cu tradiție militară. Tatăl său, inginer și ofițer de aviație cu studii la Charlottenburg, îi impune un regim de viață sever, de educație germană, din care nu lipsesc lectura organizată (curente literare, genuri, specii) și preocuparea pentru istorie. A absolvit Facultatea de Utilaj Tehnologic din București (1978). Conform propriilor declarații, în anul 1999 nu absolvise vreo facultate de istorie și nu deținea „o diplomă de istoric” sau un „carton”.
Din 1979 începe să scrie proze scurte, care nu au fost publicate.
La data de 15 iulie 1987, în urma serviciilor aduse Securității, Stoenescu a devenit membru în Partidul Comunist Român.
După Revoluția din 1989, Stoenescu a părăsit Partidul Comunist, ceea ce i-a înlesnit o ascensiune rapidă în „funcții de încredere”:
- 1991 - Secretar general de redacție la „Viitorul românesc”, revista literară a Asociației Foștilor Deținuți Politici din România;
- 1992 - Consilier de presă al Ministrului Apărării, șeful Biroului de informare internațională din M.Ap.N.
- 1997 - Subsecretar de stat în guvern, la Departamentul Informațiilor Publice.
- 1997-1998 - Șeful Direcției de Relații Publice a Armatei.

De asemenea, a îndeplinit funcția de director general-adjunct al Teatrului Național „I.L. Caragiale” din București (2003-2004). Este realizatorul documentarului istoric de televiziune „Nașterea unei națiuni”. În anul 2006, a fondat Centrul de Istorie a Românilor „Constantin C. Giurăscu”.

## Colaborator al Securității
Ca urmare a solicitării Directorului IRRD, Claudiu Iordache, CNSAS a inițiat în 2007 investigarea apartenenței lui Stoenescu la structurile fostei Securități din timpul regimului comunist. CNSAS a răspuns solicitării Directorului IRRD, prin „Nota de constatare a Direcției Investigații CNSAS” Nr. DI/I/3164/14.10.2009, prin care este recunoscută calitatea lui A.M. Stoenescu de colaborator al Securității. „Recrutat înainte de Revoluție sub numele conspirativ „Gavrilescu Adrian”, Alex Stoenescu a primit bani de la Securitate”. Din datele Notei de constatare CNSAS, rezultă că sub numele de cod „Gavrilescu Adrian”, în calitatea sa de colaborator al Securității, Stoenescu a furnizat din 1984 până în 1987 nu mai puțin de 70 de note informative. Conform dosarului CNSAS, calitățile sale de informator sunt elogiate de superiorii ierarhici. Astfel, în data de 1 februarie 1986, căpitanul Sasu Dan, din Direcția a 2-a a Departamentului Securității Statului, raportează despre Stoenescu: 
„În perioada care a trecut de la recrutare, informatorul a desfășurat o activitate informativă corespunzătoare, desfășurată cu pricepere și pasiune, concretizată în 43 de informații scrise". Același căpitan Sasu Dan, un an mai târziu, îi reconfirmă lui Stoenescu calitățile de informator: „...Deosebit de dotat pentru activitatea de culegere de informații, cu spirit de inițiativă și multă promptitudine în îndeplinirea sarcinilor trasate".
Stoenescu a declarat că această colaborare cu Securitatea s-a rezumat doar la expertize tehnice, efectuate în 1984, pe când lucra ca subinginer la o întreprindere din Băneasa. De altă părere este fostul redactor al postului de radio „Europa Liberă” Neculai Constantin Munteanu, care afirmă - în baza notelor informative scrise de Stoenescu - că în trei ani de colaborare Stoenescu a produs o sută de rapoarte, în a căror arie de interes se aflau și cei care comentau la locul de muncă știri difuzate la Radio Europa Liberă. Tot Munteanu descrie contribuția lui Stoenescu la prinderea unui individ care fotografia cozile la diferite magazine - fotograful a fost turnat pentru că imortaliza cozi la carne - pentru care a fost anchetat și trimis instanță, acuzat că intenționa să expedieze fotografiile la Europa Liberă. În același articol, intitulat Top 5: Cei mai scârboși informatori, publicat de Munteanu la Europa Liberă, Alex Stoenescu este plasat pe locul 1 cu următoarea descriere: „Locul 1. Alex Mihai Stoenescu -  seriozitate, pricepere, pasiune, vigilență, patriotism fierbinte, disponibilitate totală și dotare deosebită pentru culegere de informații sunt câteva din superlativele Securității la adresa informatorului.
La data de 25.09.2012, Curtea de Apel București a constatat calitatea lui Alexandru Mihai Stoenescu de colaborator al Securității, iar Înalta Curte de Casație și Justiție a confirmat acest lucru prin Decizia nr. 1677/1.04.2014 respingând recursul înaintat de acesta.

## Activitate politică
În anul 1999, Stoenescu s-a aflat printre fondatorii Uniunii Forțelor de Dreapta și vice-președinte al acestei uniuni, de unde, în urma insuccesului la alegeri, a demisionat în august 2000 pentru a se înscrie în PNL. Pentru o scurtă perioadă de timp (octombrie 2006-martie 2007) a fost primvice-președinte, responsabil cu doctrina, al Partidului Noua Generație - Creștin Democrat, un partid politic de dreapta, creștin, naționalist și conservator, înființat la 20 martie 1999 de către un grup de 17 tineri licențiați în științe politice și juridice. La 10 ianuarie 2004, președinția partidului a fost preluată de George Becali, care l-a numit pe Stoenescu în grupul de istorici însărcinați să scrie „istoria adevărată a României”. În noiembrie 2007 Stoenescu, împreună cu un grup de membri, l-a abandonat pe Becali.

## Scrierile istorice
Stoenescu, în activitatea sa de istoric amator (învestit ca atare de George Becali), s-a remarcat ca un autor disputabil, negaționist. Profesorul Michael Shafir l-a descris drept „antisemit notoriu”. Istoricul Florin C. Stan consideră că „...Abordarea (holocaustului evreiesc) este marcată însă, pe alocuri, de parti-pri-uri și înserarea unor păreri personale (...) În nu puține contribuții, sinedoca este la ea acasă (...)”.
Lucrarea lui Stoenescu, Armata, Mareșalul și evreii  a fost criticată, între altele, pentru „afirmații globalizante privind vinovăția evreilor”. După ce deplânge victimele inocente ale Pogromului de la Iași, Stoenescu susține că, în cazul „trenurilor morții”, a fost vorba mai degrabă de „neglijență” decât de premeditare, iar deținuții din vagoane erau, de fapt, comuniști care ar fi deschis focul asupra soldaților români și germani.

## Scrieri publicate

### Beletristică
- Drumul Olandei (1991);
- Câinii regăsiți (1992);
- Patimile Sfântului Tommaso D'Aquino (1995);
- Misiunea dominicană (1997);
- Noaptea incendiului (2000).

#### Pe teme istorice și politice
- "Armata, mareșalul și evreii", 1998 (ediția I), 2010 (ediția a II-a), 2018 (ediția a III-a), Editura RAO;
- "Istoria loviturilor de stat din România", Vol. I - "Revoluție și francmasonerie", 2001 (ediția I), 2006 (ediția a II-a), 2010 (ediția a III-a), Editura RAO;
- "Istoria loviturilor de stat din România", Vol. II - "Esecul democrației române", 2001 (ediția I), 2002 (ediția a II-a), 2010 (ediția a III-a), Editura RAO;
- "Istoria loviturilor de stat din România", Vol. III - "Cele trei dictaturi", 2002 (ediția I), 2010 (ediția a II-a), Editura RAO;
- "Istoria loviturilor de stat din România", Vol. IV, part 1 - "Revoluția din Decembrie 1989 - o tragedie românească", 2004 (ediția I), 2006 (ediția a II-a), 2012 (ediția a III-a), Editura RAO;
- "Istoria loviturilor de stat din România", Vol. IV, part 2 - "Revoluția din Decembrie 1989 - o tragedie românească", 2005 (ediția I), 2006 (ediția a II-a), 2012 (ediția a III-a), Editura RAO;
- "Dinastia Brătianu", 2002, Editura RAO;
- "Interviuri despre revoluție", 2004 (Ediția I), 2012 (Ediția a II-a), Editura RAO;
- "Afacerea Carol:intrigi și iubiri", 2004, Editura Lumea Magazin;
- "Din culisele luptei pentru putere. 1989-1990: prima guvernare Petre Roman", 2006 (Ediția I), 2007 (Ediția a II-a), Editura RAO;
- "De la regimul comunist la regimul Iliescu", Virgil Măgureanu în dialog cu Alex Mihai Stoenescu, 2008 (Ediția I), 2009 (Ediția a II-a), Editura RAO;
- "România postcomunistă: 1989-1991", 2008, Editura RAO;
- "În sfârșit, adevărul...", Generalul Victor Atanasie Stănculescu în dialog cu Alex Mihai Stoenescu, 2009, Editura RAO;
- „Cronologia evenimentelor din decembrie 1989”, 2009, Editura RAO[25]
- „Istoria Olteniei”, 2011, Editura RAO[26]
- "Introducere în studiul istoriei (Tratat de istoriografie)", Vol. 1, 2013, Editura RAO;
- "Mari olteni", 2014, Editura RAO;
- "Țiganii din Europa și din România", 2015, Editura RAO;